# Dendrolagus lumholtzi
Dendrolagus lumholtzi é uma espécie de marsupial da família Macropodidae. Endêmica da Austrália.